# Фернанда Лима
Фернанда Кама Перейра Лима (на португалски: Fernanda Cama Pereira Lima) е бразилска телевизионна водеща, актриса и манекенка.

## Биография
Тя е родена на 25 юни 1977 година в Порту Алегри в семейство на учители. Започва кариерата си като фотомодел в началото на 90-те години, а малко по-късно става водеща на телевизионни предавания, които и донасят широка популярност. Участва и в телевизионни филми, включително няколко теленовели.